# Myeloproliferatieve aandoening
Een myeloproliferatieve aandoening is een hematologische aandoening van het beenmerg waarbij overmatige celdeling optreedt.
Tot de myeloproliferatieve aandoeningen worden de volgende chronische aandoeningen gerekend:
- Chronische myeloïde leukemie (CML)
- Myelofibrose
- Polycythaemia vera
- Essentiële trombocytemie

Een myeloproliferatieve aandoening is verwant aan en kan zich ontwikkelen tot een van de volgende aandoeningen:
- Myelodysplastische syndroom
- Acute myeloïde leukemie
- Juveniele MyeloMonocytaire Leukemie

De genoemde ziektebeelden zijn in de meeste gevallen goed van elkaar te onderscheiden, maar bij sommige patiënten is het moeilijk de aandoening in te delen. Het beeld en de symptomen zijn dan een mix van twee of meer ziektebeelden, waardoor een diagnosefout een risico is. Daarnaast kan het ene ziektebeeld overgaan in het andere ziektebeeld.